# Dan Kennedy
Daniel Hoffard „Dan“ Kennedy (* 22. Juli 1982 in Fullerton, Kalifornien) ist ein ehemaliger amerikanischer Fußballtorhüter.

## Karriere

### Jugend und College
Kennedy besuchte die El Dorado High School in Placentia, Kalifornien. Hier spielte er auch in der Schulmannschaft Fußball. Nach seinem Abschluss besuchte er die University of California, Santa Barbara und wo er als Hauptfach Kommunikationswissenschaft und als Nebenfach Sportwissenschaften studierte. In dieser Zeit spielte er für die UC Santa Barbara Gauchos und erzielte mehrere Mannschaftsrekorde, so auch den Rekord für die meisten Spiele ohne Gegentore. 2004 wurde er mit der Mannschaft nach einem verlorenen Elfmeterschießen gegen die Mannschaft der Indiana University Vizemeister im Division I Men’s College Cup.
Während seiner Zeit am College spielte er für die Orange County Blue Stars in der USL Premier Development League.

### Karriere als Profi
Kennedy wurde im MLS SuperDraft 2005 von den MetroStars ausgewählt. Bei der Mannschaft aus New Jersey kam er aber in seiner ersten Saison als Profi nicht zum Einsatz. Er wechselte daraufhin zu den Puerto Rico Islanders, die damals in der USL First Division spielten. Schnell konnte er sich dort einen Stammplatz im Tor erspielen und wurde für seine Leistungen als bester Nachwuchsspieler der United Soccer Leagues ernannt.
Nach zwei Jahren in Puerto Rico wechselte Kennedy nach Chile zu Municipal Iquique. Auch hier erhielt er einen Stammplatz.
Am 9. April 2008 wechselte Kennedy zurück in die USA und wurde Teil der CD Chivas USA. Dort blieb er die nächsten sieben Jahre. Er wurde 2011 zum besten Spieler der Mannschaft ernannt. Kennedy war auch zeitweise Kapitän der Chivas. Nachdem die Mannschaft am Ende der Saison aufgelöst worden war, wurde er im MLS Dispersal Draft 2014 vom FC Dallas ausgewählt und verpflichtet.